# Psicópatas de Viña del Mar
El caso de los «psicópatas de Viña del Mar» comprende los diez asesinatos y cuatro violaciones cometidas por los carabineros Jorge Sagredo Pizarro (nacido el 22 de agosto de 1955) y Carlos Topp Collins (nacido el 25 de enero de 1950) entre el 5 de agosto de 1980 y el 1 de noviembre de 1981 en la ciudad chilena de Viña del Mar. Los autores fueron detenidos y entregados a la justicia el 8 de marzo de 1982 y dados de baja de la institución el 4 de marzo de 1982. Ambos hombres fueron sentenciados a pena de muerte y fusilados por un esquadrón de gendarmes el 29 de enero de 1985. Su ejecución terminaría siendo la última en Chile, dado que la práctica se ilegalizaría para crímenes ordinarios en 2001. Este caso se transformó en uno de los hechos más recordados en la historia policial del país.

## Crímenes
- Homicidio de Enrique Gajardo Casales: La historia comenzó el día 5 de agosto de 1980, cuando “La Estrella de Valparaíso” publicó en su portada que un vehículo modelo Austin Mini había quedado colgando en la plaza Bellamar, ubicada en cerro Esperanza, a punto de precipitarse sobre la avenida España. Dos días después, se encontró el cuerpo del dueño del auto, el electricista Enrique Gajardo, en las cercanías del Jardín Botánico, cerca de la intersección de la variante Achupallas.
- Homicidio de Alfredo Sánchez Muñoz y Violación de Luisa Fernanda Bohle Basso: El 12 de noviembre de 1980, el médico Alfredo Sánchez y su novia, la enfermera Luisa Bohle Basso buscaban pasar un momento de intimidad, en el sector de la Laguna Sausalito, cuando el automóvil Renault en el que estaba la pareja fue abordado por los dos homicidas. El médico fue sacado del auto y ultimado de dos disparos en el tórax, mientras que su acompañante fue violentada sexualmente por los individuos.
- Homicidio de Fernando Lagunas Alfaro y Delia González Apablaza: El 28 de febrero de 1981, luego del término del Festival de Viña de 1981, la pareja compuesta por Fernando Lagunas Alfaro y la prostituta Delia González fueron sorprendidos por los psicópatas en el estero Marga Marga, siendo ambos ultimados por tres balas cada uno, falleciendo en el acto.
- Homicidio de Luis Morales Álvarez: Durante el 25 de mayo de 1981 en el Camino Granadilla, los psicópatas abordan un taxi manejado por Luis Morales. Al llegar a la altura de Granadillas, Sagredo le dijo a Morales que se detuviera y cambiara de asiento con Topp Collins, para que este manejara. El taxista accedió, pero luego se puso nervioso al ver los guantes de Topp por lo que este le da un disparo por la espalda, lo bajaron del automóvil y Topp le pego otro balazo, dejando el cuerpo abandonado en un basural. Luego de esto, se repartieron el dinero que tenía el Taxi.
- Homicidio de Jorge Inostroza Letelier y Violación de Margarita Santibáñez: El 26 de mayo de 1981, los psicópatas seguían con el taxi robado, cuando encontraron en el camino un Fiat Ritmo detenido, en el cual se encontraban el obrero Jorge Inostroza, Margarita Santibáñez  y la pequeña hija de esta. Topp bajó al hombre del auto, disparándole en la cabeza, luego sacó a la mujer del auto y la violó, mientras que Sagredo cuidó al bebé.
- Homicidio de Raúl Aedo León: El 28 de julio de 1981, los carabineros abordaron el taxi de Raúl Aedo, Topp le disparó por la espalda, para luego ambos arrojarlo a una quebrada, en el sector del Jardín Botánico Nacional de Viña del Mar, presumiéndolo muerto. Mientras el taxista volvía a subir la quebrada, Sagredo lo ultimó con otro disparo. Se encuentra enterrado en el Cementerio Santa Inés.
- Homicidio de Óscar Noguera Inostroza y Violación de Ana María Riveros Contreras: Ese mismo 28 de julio, los psicópatas detuvieron un auto Subarú 600 manejado por Ana María Riveros, en el cual estaba Óscar Noguera. Topp Collin sacó al hombre del auto, se lo llevó a una esquina y lo ultimó con dos disparos, mientras que Sagredo violó en el asiento trasero del auto a Riveros, más pese a que a que Topp Collins intentó una agresión sexual, no lo logró.
- Homicidio de Jaime Ventura Córdova, y Homicidio y Violación de Rosana Venegas Reyes: El 1 de noviembre de 1981, bajo el Puente Capuchinos, los carabineros realizaron su último crimen, encontrando a Roxana Venegas, de 22 años y su novio Jaime Ventura, de 18, cuando la joven pareja pololeaba en el puente Capuchinos, de Caleta Abarca.

## Historia

### Investigación
Existieron dos investigaciones paralelas durante esta serie de crímenes. Una fue conducida por el O.S. 7 de Carabineros de Chile, dirigida por el Coronel Urzúa. La otra, por un grupo especial de la Policía de Investigaciones de Chile (PDI), dirigida por el comisario Nelson Lillo.

### Inculpados
El 2 de marzo de 1982 fue detenido Luis Eugenio Gubler Díaz, un conocido empresario de la zona, director del Banco Nacional, dueño de una empresa relacionada con mercados argentinos, holandeses y estadounidenses, socio de la constructora Costa-Gubler, además hijo de Luis Gubler Escobar, presidente de la Compañía Sudamericana de Vapores. Si bien inicialmente se señaló que confesó la autoría de los crímenes, el 8 de marzo fue dejado en libertad incondicional por falta de méritos.
La clave para dar con los dos psicópatas fue entregada por el cabo Juan Quijada, perteneciente a la Primera Comisaría de Viña del Mar, quien detectó a Sagredo como un sospechoso tras su extraño comportamiento por los últimos días. Luego de que Sagredo, enrabiado por las constantes preguntas que les hacía Quijada, le confesara sus crímenes, el cabo Quijada lo denunció al Grupo Especial OS7 de Carabineros. Sagredo tenía un antecedente por exponerse sexualmente a una menor de edad.

### Detención y proceso judicial
Sagredo y Topp Collins fueron entregados a la justicia el 8 de marzo de 1982, y declarados reos por la ministra en visita Dinorah Cameratti el 13 de marzo de 1982.
Jorge Sagredo y Carlos Topp Collins confesaron extrajudicialmente, judicialmente y públicamente todos sus crímenes. De este modo, Topp Collins y Sagredo Pizarro fueron declarados culpables y condenados a la pena de muerte, en la sentencia dictada en primera instancia el 8 de enero de 1983 por el ministro en visita Julio Torres Allú.
La sentencia fue confirmada en segunda instancia por la unanimidad de la Primera Sala de la Corte de Apelaciones de Valparaíso integrada por los ministros Margarita Osnovikoff, Iris González y Guillermo Navas. La sentencia fue ratificada por unanimidad de la Tercera Sala de la Corte Suprema, integrada por los ministros Osvaldo Erbetta Vaccaro, Emilio Ulloa Muñoz, Abraham Meersohn Schijman y los abogados integrantes Raúl Rencoret Donoso y Cecili Chellew Cáceres, el 17 de enero de 1985.

### Fusilamiento
Luego de que les fuera negado el indulto presidencial por parte de Augusto Pinochet, fueron ejecutados en Quillota el 29 de enero de 1985. Un testigo del fusilamiento recuerda la tensión y el ambiente que rodeaban al lugar. «Los fusileros entraron con uniforme y zapatillas. El piso estaba cubierto con lonas y frazadas para que Sagredo y Topp Collins no supieran el momento exacto del fusilamiento. A los dos hombres les colocaron un disco naranja en la zona del corazón para que allí apuntaran los tiradores», recordaba en 2013 José Gai, editor nocturno de Las Últimas Noticias que presenció la realización de la condena. Este fue el último fusilamiento antes de ser derogada la pena de muerte en Chile en el año 2001.
Sagredo y Topp fueron sepultados juntos en cementerio de Playa Ancha en Valparaíso hasta 1994, cuando los restos de Topp fueron trasladados al Cementerio General de Santiago. Sagredo también fue trasladado, este a un distinto sector del mismo cementerio. Se desconoce la ubicación exacta de su lugar de descanso.